# Top Girls Fassa Bortolo
El Top Girls Fassa Bortolo (codi UCI: MIC) és un equip ciclista femení italià. Creat al 1994, té categoria UCI Women's Continental Team des del 2020.

## Principals resultats
- - Emakumeen Bira: Fabiana Luperini (2006)

## Classificacions UCI
Aquesta taula mostra la plaça de l'equip a la classificació de la Unió Ciclista Internacional a final de temporada i també la millor ciclista en la classificació individual de cada temporada.
| Rànquing UCI | Rànquing UCI     | Rànquing UCI                | Rànquing UCI |
| Any          | Rànquing d'equip | Millor ciclista al rànquing |              |
| ------------ | ---------------- | --------------------------- | ------------ |
| 2005         | 19è              | Tatiana Guderzo (44è)       |              |
| 2006         | 9è               | Fabiana Luperini (19è)      |              |
| 2007         | 38è              | Anna Farina (254è)          |              |
| 2008         | 28è              | Alessandra D'Ettorre (128è) |              |
| 2009         | 23è              | Alessandra D'Ettorre (91è)  |              |
| 2010         | 12è              | Alessandra D'Ettorre (43è)  |              |
| 2011         | 17è              | Elena Berlato (62è)         |              |
| 2012         | 29è              | Barbara Guarischi (79è)     |              |
| 2013         | 22è              | Francesca Cauz (36è)        |              |
| 2014         | 30è              | Francesca Cauz (328è)       |              |
| 2015         | 30è              | Chiara Pierobon (203è)      |              |
| 2016         | 29è              | Soraya Paladin (97è)        |              |
| 2017         | 41è              | Nadia Quagliotto (245è)     |              |
| 2018         | 42è              | Nadia Quagliotto (280è)     |              |
| 2019         | 37è              | Laura Tomasi (220è)         |              |
| 2020         | 33è              | Maja Perinovic (100è)       |              |
| 2021         | 33è              | Debora Silvestri (108è)     |              |
| 2022         | 37è              | Greta Marturano (112è)      |              |
| 2023         | 34è              | Alessia Vigilia (81è)       |              |
| 2024         | 63è              | Elisa De Vallier (524è)     |              |
|              |                  |                             |              |
| Font: UCI    |                  |                             |              |

Del 1998 al 2015 l'equip va participar en la Copa del món. Abans de la temporada 2006 no hi havia classificació per equips, i es mostra la millor ciclista en la classificació individual.
| Copa del Món | Copa del Món     | Copa del Món                             | Copa del Món |
| Any          | Rànquing d'equip | Millor ciclista al rànquing              |              |
| ------------ | ---------------- | ---------------------------------------- | ------------ |
| 2005         | -                | Tatiana Guderzo (2n)                     |              |
| 2006         | 20è              | Eneritz Iturriagaetxebarria Mazaga (68è) |              |
| 2010         | 11è              | Elena Berlato (21è)                      |              |
| 2011         | 10è              | Elena Berlato (15è)                      |              |
| 2014         | 23è              | Francesca Cauz (91è)                     |              |
|              |                  |                                          |              |
| Font: UCI    |                  |                                          |              |

A partir del 2016, l'UCI Women's WorldTour va substituir la copa del món
| UCI World Tour | UCI World Tour   | UCI World Tour              | UCI World Tour |
| Any            | Rànquing d'equip | Millor ciclista al rànquing |                |
| -------------- | ---------------- | --------------------------- | -------------- |
| 2016           | 32è              | Soraya Paladin (132è)       |                |
| 2018           | 38è              | Nadia Quagliotto (144è)     |                |
| 2020           | 26è              | Debora Silvestri (134è)     |                |
| 2021           | 24è              | Debora Silvestri (114è)     |                |
| 2022           | 28è              | Greta Marturano (141è)      |                |
| 2023           | 37è              | Alessia Vigilia (203è)      |                |
| 2024           | 40è              | Gaia Segato (282è)          |                |
|                |                  |                             |                |
| Font: UCI      |                  |                             |                |

## Composició de l'equip
| \| Llista de l'equip 2017 \| Llista de l'equip 2017 \| Llista de l'equip 2017 \| Llista de l'equip 2017 \| \| Ciclista \| Data de naixement \| Equip previ \| \| \| ---------------------- \| ---------------------- \| ------------------------ \| ---------------------- \| \| Beatrice Bartelloni \| 5 de febrer de 1993 \| Aromitalia Vaiano (2016) \| \| \| Irene Bitto \| 2 de novembre de 1993 \| \| \| \| Ana Maria Covrig \| 8 de desembre de 1994 \| Inpa-Bianchi (2016) \| \| \| Elena Leonardi \| 7 de desembre de 1995 \| \| \| \| Sara Mariotto \| 7 de juny de 1997 \| \| \| \| Asja Paladin \| 27 de setembre de 1994 \| \| \| \| Michela Pavin \| 15 de juliol de 1994 \| Inpa-Bianchi (2016) \| \| \| Nadia Quagliotto \| 22 de març de 1997 \| \| \| \| Beatrice Rossato \| 6 de novembre de 1996 \| Alé Cipollini (2016) \| \| \| \| \| \| \| \| Font: UCI \| \| \| \| |                        |                          |  |
| Llista de l'equip 2017 |                        |                          |  |
| Ciclista | Data de naixement      | Equip previ              |  |
| Beatrice Bartelloni | 5 de febrer de 1993    | Aromitalia Vaiano (2016) |  |
| Irene Bitto | 2 de novembre de 1993  |                          |  |
| Ana Maria Covrig | 8 de desembre de 1994  | Inpa-Bianchi (2016)      |  |
| Elena Leonardi | 7 de desembre de 1995  |                          |  |
| Sara Mariotto | 7 de juny de 1997      |                          |  |
| Asja Paladin | 27 de setembre de 1994 |                          |  |
| Michela Pavin | 15 de juliol de 1994   | Inpa-Bianchi (2016)      |  |
| Nadia Quagliotto | 22 de març de 1997     |                          |  |
| Beatrice Rossato | 6 de novembre de 1996  | Alé Cipollini (2016)     |  |
| |                        |                          |  |
| Font: UCI |                        |                          |  |

| \| Llista de l'equip 2018 \| Llista de l'equip 2018 \| Llista de l'equip 2018 \| Llista de l'equip 2018 \| \| Ciclista \| Data de naixement \| Equip previ \| \| \| ------------------------------------- \| ---------------------- \| ------------------------ \| ---------------------- \| \| Vania Canvelli \| 21 de octubre de 1997 \| Giusfredi-Bianchi (2017) \| \| \| Francesca Cauz \| 24 de setembre de 1992 \| Giusfredi-Bianchi (2017) \| \| \| Elena Leonardi \| 7 de desembre de 1995 \| \| \| \| Sara Mariotto (1 de gen–15 de juny) \| 7 de juny de 1997 \| \| \| \| Chiara Perini \| 9 de desembre de 1997 \| Giusfredi-Bianchi (2017) \| \| \| Maja Perinovic (28 de març–31 de des) \| 24 de setembre de 1999 \| \| \| \| Francesca Pisciali \| 19 de maig de 1998 \| Servetto Giusta (2017) \| \| \| Nadia Quagliotto \| 22 de març de 1997 \| \| \| \| Beatrice Rossato \| 6 de novembre de 1996 \| Alé Cipollini (2016) \| \| \| Laura Tomasi \| 1 de juliol de 1999 \| \| \| \| \| \| \| \| \| Font: UCI \| \| \| \| |                        |                          |  |
| Llista de l'equip 2018 |                        |                          |  |
| Ciclista | Data de naixement      | Equip previ              |  |
| Vania Canvelli | 21 de octubre de 1997  | Giusfredi-Bianchi (2017) |  |
| Francesca Cauz | 24 de setembre de 1992 | Giusfredi-Bianchi (2017) |  |
| Elena Leonardi | 7 de desembre de 1995  |                          |  |
| Sara Mariotto (1 de gen–15 de juny) | 7 de juny de 1997      |                          |  |
| Chiara Perini | 9 de desembre de 1997  | Giusfredi-Bianchi (2017) |  |
| Maja Perinovic (28 de març–31 de des) | 24 de setembre de 1999 |                          |  |
| Francesca Pisciali | 19 de maig de 1998     | Servetto Giusta (2017)   |  |
| Nadia Quagliotto | 22 de març de 1997     |                          |  |
| Beatrice Rossato | 6 de novembre de 1996  | Alé Cipollini (2016)     |  |
| Laura Tomasi | 1 de juliol de 1999    |                          |  |
| |                        |                          |  |
| Font: UCI |                        |                          |  |

| \| Llista de l'equip 2019 \| Llista de l'equip 2019 \| Llista de l'equip 2019 \| Llista de l'equip 2019 \| \| Ciclista \| Data de naixement \| Equip previ \| \| \| ---------------------- \| ---------------------- \| ------------------------ \| ---------------------- \| \| Elisa Dalla Valle \| 16 de gener de 1998 \| SC Michela Fanini (2018) \| \| \| Elena Leonardi \| 7 de desembre de 1995 \| \| \| \| Greta Marturano \| 14 de juny de 1998 \| SC Michela Fanini (2018) \| \| \| Iris Monticolo \| 15 de juliol de 2000 \| \| \| \| Maja Perinovic \| 24 de setembre de 1999 \| \| \| \| Martina Stefani \| 6 de novembre de 1998 \| Alé Cipollini (2018) \| \| \| Martina Toffanin \| 23 de juny de 2000 \| \| \| \| Laura Tomasi \| 1 de juliol de 1999 \| \| \| \| \| \| \| \| \| Font: UCI \| \| \| \| |                        |                          |  |
| Llista de l'equip 2019 |                        |                          |  |
| Ciclista | Data de naixement      | Equip previ              |  |
| Elisa Dalla Valle | 16 de gener de 1998    | SC Michela Fanini (2018) |  |
| Elena Leonardi | 7 de desembre de 1995  |                          |  |
| Greta Marturano | 14 de juny de 1998     | SC Michela Fanini (2018) |  |
| Iris Monticolo | 15 de juliol de 2000   |                          |  |
| Maja Perinovic | 24 de setembre de 1999 |                          |  |
| Martina Stefani | 6 de novembre de 1998  | Alé Cipollini (2018)     |  |
| Martina Toffanin | 23 de juny de 2000     |                          |  |
| Laura Tomasi | 1 de juliol de 1999    |                          |  |
| |                        |                          |  |
| Font: UCI |                        |                          |  |

| \| Llista de l'equip 2020 \| Llista de l'equip 2020 \| Llista de l'equip 2020 \| Llista de l'equip 2020 \| \| Ciclista \| Data de naixement \| Equip previ \| \| \| ---------------------- \| ---------------------- \| ---------------------------------- \| ---------------------- \| \| Giorgia Bariani \| 19 de novembre de 2000 \| Alé Cipollini (2019) \| \| \| Elisa Dalla Valle \| 16 de gener de 1998 \| SC Michela Fanini (2018) \| \| \| Elena Leonardi \| 7 de desembre de 1995 \| \| \| \| Greta Marturano \| 14 de juny de 1998 \| SC Michela Fanini (2018) \| \| \| Gaia Masetti \| 26 de octubre de 2001 \| \| \| \| Iris Monticolo \| 15 de juliol de 2000 \| \| \| \| Maja Perinovic \| 24 de setembre de 1999 \| \| \| \| Debora Silvestri \| 8 de maig de 1998 \| Eurotarget-Bianchi-Vitasana (2019) \| \| \| Laura Tomasi \| 1 de juliol de 1999 \| \| \| \| \| \| \| \| \| Font: UCI \| \| \| \| |                        |                                    |  |
| Llista de l'equip 2020 |                        |                                    |  |
| Ciclista | Data de naixement      | Equip previ                        |  |
| Giorgia Bariani | 19 de novembre de 2000 | Alé Cipollini (2019)               |  |
| Elisa Dalla Valle | 16 de gener de 1998    | SC Michela Fanini (2018)           |  |
| Elena Leonardi | 7 de desembre de 1995  |                                    |  |
| Greta Marturano | 14 de juny de 1998     | SC Michela Fanini (2018)           |  |
| Gaia Masetti | 26 de octubre de 2001  |                                    |  |
| Iris Monticolo | 15 de juliol de 2000   |                                    |  |
| Maja Perinovic | 24 de setembre de 1999 |                                    |  |
| Debora Silvestri | 8 de maig de 1998      | Eurotarget-Bianchi-Vitasana (2019) |  |
| Laura Tomasi | 1 de juliol de 1999    |                                    |  |
| |                        |                                    |  |
| Font: UCI |                        |                                    |  |

| \| Llista de l'equip 2021 \| Llista de l'equip 2021 \| Llista de l'equip 2021 \| Llista de l'equip 2021 \| \| Ciclista \| Data de naixement \| Equip previ \| \| \| ---------------------- \| ---------------------- \| ---------------------------------- \| ---------------------- \| \| Michela Balducci \| 30 de juliol de 1995 \| Aromitalia Vaiano (2020) \| \| \| Giorgia Bariani \| 19 de novembre de 2000 \| Alé Cipollini (2019) \| \| \| Elisa Dalla Valle \| 16 de gener de 1998 \| SC Michela Fanini (2018) \| \| \| Erika Jesenko \| 14 de abril de 1996 \| \| \| \| Greta Marturano \| 14 de juny de 1998 \| SC Michela Fanini (2018) \| \| \| Gaia Masetti \| 26 de octubre de 2001 \| \| \| \| Vanessa Michieletto \| 5 de març de 2002 \| \| \| \| Iris Monticolo \| 15 de juliol de 2000 \| \| \| \| Debora Silvestri \| 8 de maig de 1998 \| Eurotarget-Bianchi-Vitasana (2019) \| \| \| Giorgia Vettorello \| 6 de juliol de 2000 \| \| \| \| \| \| \| \| \| Font: UCI \| \| \| \| |                        |                                    |  |
| Llista de l'equip 2021 |                        |                                    |  |
| Ciclista | Data de naixement      | Equip previ                        |  |
| Michela Balducci | 30 de juliol de 1995   | Aromitalia Vaiano (2020)           |  |
| Giorgia Bariani | 19 de novembre de 2000 | Alé Cipollini (2019)               |  |
| Elisa Dalla Valle | 16 de gener de 1998    | SC Michela Fanini (2018)           |  |
| Erika Jesenko | 14 de abril de 1996    |                                    |  |
| Greta Marturano | 14 de juny de 1998     | SC Michela Fanini (2018)           |  |
| Gaia Masetti | 26 de octubre de 2001  |                                    |  |
| Vanessa Michieletto | 5 de març de 2002      |                                    |  |
| Iris Monticolo | 15 de juliol de 2000   |                                    |  |
| Debora Silvestri | 8 de maig de 1998      | Eurotarget-Bianchi-Vitasana (2019) |  |
| Giorgia Vettorello | 6 de juliol de 2000    |                                    |  |
| |                        |                                    |  |
| Font: UCI |                        |                                    |  |

| \| Llista de l'equip 2022 \| Llista de l'equip 2022 \| Llista de l'equip 2022 \| Llista de l'equip 2022 \| \| Ciclista \| Data de naixement \| Equip previ \| \| \| ---------------------------------------- \| ---------------------- \| ---------------------------------- \| ---------------------- \| \| Giorgia Bariani \| 19 de novembre de 2000 \| Alé Cipollini (2019) \| \| \| Virginia Bortoli \| 19 de novembre de 2003 \| \| \| \| Tatiana Guderzo \| 22 de agost de 1984 \| Alé BTC Ljubljana (2021) \| \| \| Greta Marturano \| 14 de juny de 1998 \| SC Michela Fanini (2018) \| \| \| Vanessa Michieletto \| 5 de març de 2002 \| \| \| \| Iris Monticolo \| 15 de juliol de 2000 \| \| \| \| Alice Palazzi \| 25 de gener de 2002 \| Born To Win-G20-Ambedo (2021) \| \| \| Debora Silvestri \| 8 de maig de 1998 \| Eurotarget-Bianchi-Vitasana (2019) \| \| \| Cristina Tonetti \| 6 de juliol de 2002 \| \| \| \| Giorgia Vettorello (1 de gen–30 de maig) \| 6 de juliol de 2000 \| \| \| \| Alessia Vigilia \| 1 de setembre de 1999 \| World Cycling Centre (2021) \| \| \| \| \| \| \| \| Font: UCI \| \| \| \| |                        |                                    |  |
| Llista de l'equip 2022 |                        |                                    |  |
| Ciclista | Data de naixement      | Equip previ                        |  |
| Giorgia Bariani | 19 de novembre de 2000 | Alé Cipollini (2019)               |  |
| Virginia Bortoli | 19 de novembre de 2003 |                                    |  |
| Tatiana Guderzo | 22 de agost de 1984    | Alé BTC Ljubljana (2021)           |  |
| Greta Marturano | 14 de juny de 1998     | SC Michela Fanini (2018)           |  |
| Vanessa Michieletto | 5 de març de 2002      |                                    |  |
| Iris Monticolo | 15 de juliol de 2000   |                                    |  |
| Alice Palazzi | 25 de gener de 2002    | Born To Win-G20-Ambedo (2021)      |  |
| Debora Silvestri | 8 de maig de 1998      | Eurotarget-Bianchi-Vitasana (2019) |  |
| Cristina Tonetti | 6 de juliol de 2002    |                                    |  |
| Giorgia Vettorello (1 de gen–30 de maig) | 6 de juliol de 2000    |                                    |  |
| Alessia Vigilia | 1 de setembre de 1999  | World Cycling Centre (2021)        |  |
| |                        |                                    |  |
| Font: UCI |                        |                                    |  |

| \| Llista de l'equip 2023 \| Llista de l'equip 2023 \| Llista de l'equip 2023 \| Llista de l'equip 2023 \| \| Ciclista \| Data de naixement \| Equip previ \| \| \| ---------------------- \| ---------------------- \| ----------------------------- \| ---------------------- \| \| Giorgia Bariani \| 19 de novembre de 2000 \| Alé Cipollini (2019) \| \| \| Virginia Bortoli \| 19 de novembre de 2003 \| \| \| \| Vanessa Michieletto \| 5 de març de 2002 \| \| \| \| Alessia Missiaggia \| 20 de gener de 1999 \| Team Mendelspeck (2022) \| \| \| Iris Monticolo \| 15 de juliol de 2000 \| \| \| \| Alice Palazzi \| 25 de gener de 2002 \| Born To Win-G20-Ambedo (2021) \| \| \| Chiara Reghini \| 1 de febrer de 2003 \| \| \| \| Gaia Segato \| 27 de març de 2004 \| \| \| \| Christina Tonetti \| 6 de juliol de 2002 \| VO2 Team Pink (2021) \| \| \| Alessia Vigilia \| 1 de setembre de 1999 \| World Cycling Centre (2021) \| \| \| \| \| \| \| \| Font: ProCyclingStats \| \| \| \| |                        |                               |  |
| Llista de l'equip 2023 |                        |                               |  |
| Ciclista | Data de naixement      | Equip previ                   |  |
| Giorgia Bariani | 19 de novembre de 2000 | Alé Cipollini (2019)          |  |
| Virginia Bortoli | 19 de novembre de 2003 |                               |  |
| Vanessa Michieletto | 5 de març de 2002      |                               |  |
| Alessia Missiaggia | 20 de gener de 1999    | Team Mendelspeck (2022)       |  |
| Iris Monticolo | 15 de juliol de 2000   |                               |  |
| Alice Palazzi | 25 de gener de 2002    | Born To Win-G20-Ambedo (2021) |  |
| Chiara Reghini | 1 de febrer de 2003    |                               |  |
| Gaia Segato | 27 de març de 2004     |                               |  |
| Christina Tonetti | 6 de juliol de 2002    | VO2 Team Pink (2021)          |  |
| Alessia Vigilia | 1 de setembre de 1999  | World Cycling Centre (2021)   |  |
| |                        |                               |  |
| Font: ProCyclingStats |                        |                               |  |

| \| Llista de l'equip 2024 \| Llista de l'equip 2024 \| Llista de l'equip 2024 \| Llista de l'equip 2024 \| \| Ciclista \| Data de naixement \| Equip previ \| \| \| ---------------------- \| ---------------------- \| ----------------------------- \| ---------------------- \| \| Giorgia Bariani \| 19 de novembre de 2000 \| Alé Cipollini (2019) \| \| \| Virginia Bortoli \| 19 de novembre de 2003 \| \| \| \| Monica Castagna \| 15 de febrer de 2003 \| Team Mendelspeck (2023) \| \| \| Elisa De Vallier \| 26 de juny de 2004 \| \| \| \| Alessia Missiaggia \| 20 de gener de 1999 \| Team Mendelspeck (2022) \| \| \| Iris Monticolo \| 15 de juliol de 2000 \| \| \| \| Alice Palazzi \| 25 de gener de 2002 \| Born To Win-G20-Ambedo (2021) \| \| \| Marta Pavesi \| 18 de octubre de 2005 \| \| \| \| Chiara Reghini \| 1 de febrer de 2003 \| \| \| \| Gaia Segato \| 27 de març de 2004 \| \| \| \| Alice Toniolli \| 11 de novembre de 2005 \| \| \| \| \| \| \| \| \| Font: ProCyclingStats \| \| \| \| |                        |                               |  |
| Llista de l'equip 2024 |                        |                               |  |
| Ciclista | Data de naixement      | Equip previ                   |  |
| Giorgia Bariani | 19 de novembre de 2000 | Alé Cipollini (2019)          |  |
| Virginia Bortoli | 19 de novembre de 2003 |                               |  |
| Monica Castagna | 15 de febrer de 2003   | Team Mendelspeck (2023)       |  |
| Elisa De Vallier | 26 de juny de 2004     |                               |  |
| Alessia Missiaggia | 20 de gener de 1999    | Team Mendelspeck (2022)       |  |
| Iris Monticolo | 15 de juliol de 2000   |                               |  |
| Alice Palazzi | 25 de gener de 2002    | Born To Win-G20-Ambedo (2021) |  |
| Marta Pavesi | 18 de octubre de 2005  |                               |  |
| Chiara Reghini | 1 de febrer de 2003    |                               |  |
| Gaia Segato | 27 de març de 2004     |                               |  |
| Alice Toniolli | 11 de novembre de 2005 |                               |  |
| |                        |                               |  |
| Font: ProCyclingStats |                        |                               |  |